# Fidel Rädle
Fidelis „Fidel“ Rädle (* 4. September 1935 in Hermannsdorf, Hohenzollern; † 15. Juli 2021 in Göttingen) war ein deutscher Mittellateinischer Philologe. Er war von 1981 bis 2000 Professor für Lateinische Philologie des Mittelalters und der Neuzeit an der Universität Göttingen.

## Leben und Wirken
Nach dem Abitur in Sigmaringen 1956 studierte Rädle Germanistik und Klassische Philologie an der Eberhard-Karls-Universität Tübingen. 1957 wechselte er an die Ludwig-Maximilians-Universität München, wo er zusätzlich mittellateinische Philologie bei Bernhard Bischoff studierte. Nach dem Examen war er von 1964 bis 1965 wissenschaftlicher Assistent von Franz Brunhölzl am neu zu gründenden mittellateinischen Seminar der Universität Erlangen. 1965 folgte er Brunhölzl nach Marburg zur Begründung des mittellateinischen Seminars. 1967 wurde er mit der Dissertation Studien zu Smaragd von Saint-Mihiel promoviert.
Von 1972 bis 1976 war Rädle Dozent und Akademischer Oberrat in Marburg. 1976 habilitierte er sich mit seinen Studien über das lateinische Ordensdrama des 16. und 17. Jahrhunderts. 1981 wurde er auf eine C3-Professur für Lateinische Philologie des Mittelalters und der Neuzeit an die Universität Göttingen berufen, 1991 zum C4-Professor befördert. Ab 1993 war Rädle ordentliches Mitglied der Akademie der Wissenschaften zu Göttingen. 2000 wurde er emeritiert. Sein Nachfolger wurde 2002 sein akademischer Schüler Thomas Haye.
Rädle beschäftigte sich mit mittel- und neulateinischer Literatur, besonders der Karolingerzeit, des Spätmittelalters und der Frühen Neuzeit. Einen Schwerpunkt bildete das lateinische Drama der Reformation und der Gegenreformation. Rädle trat auch als neulateinischer Dichter hervor und hat eine Gedichtsammlung veröffentlicht. In seinen Gedichten hielt er sich nicht an die antike Metrik, sondern folgte dem akzentrhythmischen Prinzip der mittellateinischen Lyrik.
Er gehörte zur Kommission für die Herausgabe des Mittellateinischen Wörterbuchs bei der Bayerischen Akademie der Wissenschaften.

## Schriften
- Streß im Mittelalter und in der Frühen Neuzeit. Vandenhoeck & Ruprecht u. a., Göttingen 2000.
- Die Ordnung der Zeit durch den Schöpfer in der Patristik und in den frühen lateinischen Hymnen. In: Peter Dilg, Gundolf Keil, Dietz-Rüdiger Moser (Hrsg.): Rhythmus und Saisonalität. Kongreßakten des 5. Symposions des Mediävistenverbandes in Göttingen 1993. Thorbecke, Sigmaringen 1995, ISBN 3-7995-5404-1, S. 51–61.
- De condicione bestiali vel humana. Carmina Latina. = Von Tieren und Menschen. Lateinische Gedichte mit deutschen Übersetzungen. Thorbecke, Sigmaringen 1993, ISBN 3-7995-4236-1.
- Studien zu Smaragd von Saint-Mihiel (= Medium aevum. 29). Fink, München 1974 (zugleich: Universität München, Philosophische Fakultät, Dissertation, 1967).